# Gillette
Gillette je brand Procter & Gamble-a koji izrađuje brijače i razne proizvode za muškarce. Sjedište mu je u Bostonu, Massachusetts, te je to jedan od proizvoda koji je pod vlasništvom The Gillette Company, vodeće gobalne tvrtke za distribuciju različitih brandova, koje je kupio P&G 2005. Slogan kompanije je "Najbolje za muškarca". Gillette kompaniju je osnovao King Camp Gillette 1895. kao proizvođač britvica.
P&G je preuzeo tvrtku 1. listopada 2005., kupuje Gillette kompaniju za 57 milijardi američkih dolara. Kao posljedica kupovine, Gillette kompanija više ne postoji, kao ni brandovi koje je tvrtka imala u vlasništvu. Uz Gillette, P&G je preuzeo i brandove Braun, Duracell i Oral-B.

## Proizvodi
- Gillette Fusion je jedan od najnovijih proizvoda tvrtke P&G. Gillette Fusion je brijač za muškarce koji zbog mokrog brijanja pomoću britvice doživljava najbrži porast prodaje te je to jedini P&G brand koji je postigao 1 milijardu dolara zarade u godišnjoj prodaji. Kao rezultat 8 godina istraživanja i preko 20 patenata u odnosu na Mach3, Gillette Fusion objedinjuje inovativnu tehnologiju s prednje i sa zadnje strane umetka kao što je površina za brijanje s 5 oštrica i optimiziranim razmakom brijača, te trimerom za preciznost.
  - Gillette Fusion Power koristi bateriju i mikročip kako bi po riječima tvrtke brijanje bilo ugodnije. Gillette Fusion Power ima pet oštrica, koje su postavljene jedna blizu druge, te na taj način tvore jedinstvenu brijaću površinu. Oštrice su postavljene 30 posto bliže nego kod Mach3 TURBO. Time se sila raspoređuje na oštrice, pa su pritisak i osjećaj iritacije znatno smanjeni. Precizna trimer oštrica-jedna oštrica ugrađena u stražnji dio patrone savršena je za kompliciranija područja, kao što su zalisci te zone ispod nosa i oko brade. Uz nježne mikropulsacije smanjuje se trenje i brijač lakše klizi.
  - Fusion Power Phantom poznat i pod nazivom Stealth
  - Fusion ProGlide je najnovija verzija britvica tvrtke, puštena je na tržište u lipnju 2010. a trenutno se prodaje samo u SAD-u i Kanadi.

I Ručna i Power verzija Gillette Fusiona uključuje dodatne karakteristike na prednjoj strani umetka kako bi se poboljšale performanse površine za brijanje. Tehnologija na površini za brijanje raspoređuje silu na sve oštrice kako bi se smanjio pritisak za još više ugodnosti i manje iritacija od Mach3. Elegantnim dizajnom i visokom funkcionalnošću, Fusion predstavlja novu generaciju ovog proizvoda.
Fleksibilni zaštitnik slijedi konture lica, a unaprijeđena lubra trakica signalizira kada se istroši.
Dodatno, Fusion Power verzija uključuje i inovativnu tehnologiju s unutrašnje strane drške – mikročip koji optimizira performanse – i Gilletteovu naprednu tehnologiju oblaganja da oštrica jednostavno klizi po licu.
- Gillette Venus je ženska verzija britvica Mach3[3]
  - Venus Divine
  - Venus Vibrance
  - Venus Embrace je ženska verzija britvica Fusion
- Mach3 je prvi žilet s 3 britvice, predstavljen je 1998. a prodaje se i danas
  - jednokratni Mach3
  - Mach3 Turbo
  - Mach3 Turbo Champion

## Kontroverze

### Cijena proizvodnje i dogovaranje s trgovcima
Procter & Gamble proizvodi za brijanje su bili pod istragom Međunarodnog ureda za pravednu trgovinu zbog navodnih dogovora između proizvođača i trgovaca o cijenama. Prema jednim novinama u Velikoj Britaniji, upućeni izvor iz tvrtkine proizvodnje tvrdi da proizvodnja Gillette Fusiona košta 0.45kn, dok se naprimjer u hrvatskim trgovinama prodaje za 55 kuna što dovodi do velike zarade P&G-a i prevelike cijene u trgovinama.

### Tužbe zbog "novih i boljih proizvoda"
Želja da P&G stavi na tržište sve skuplje proizvode, svaki "novi" model se navodi kako je "najbolji do sad",  što je dovelo Gillete do raznih tužbi. Godine 2005. konkurentska tvrtka Wilkinson Sword na Okružnom sudu u Connecticutu, je utvrdila da Gilletteove tvrdnje da su isti proizvodi bili bolji nego prije su "neutemeljeni i netočni" i da su u reklame i demnostracije u njima "uvelike pretjerane" i "doslovno lažne". Dok je ovakvo oglašavanje u SAD-u obustavljeno, sud nije zabranio takvo oglašavanje u drugim zemljama pa tako i u Hrvatskoj.

## Vanjske poveznice
Gillette Službene stranice[neaktivna poveznica]